# David Muñoz Calvo
David Muñoz Calvo (Cornellà de Llobregat, Baix Llobregat, 10 de gener de 1976) és un cantant i guitarra del grup català Estopa, de qué forma part al costat del seu germà José (guitarra).

## Biografia
Fill de pares extremenys, David Muñoz va néixer al barri de Sant Ildefons de Cornellà de Llobregat. Els seus pares havien arribat des de Zarza Capella (Badajoz), a la comarca de la Serena, i regentaven el bar La Española, davant de la comissaria de policia de Cornellà. A la banda de l'escola on van estudiar, la Jaume I.
Aviat, ell i el seu germà José, van començar a aficionar-se a la guitarra, abans d'abandonar l'institut i començar a buscar-se la vida en diversos treballs, l'últim a Novel Lanhwerk, una fàbrica filial de la Seat que produeix peces per a automòbils. La història diu que del crit «Dale estopa!» Que utilitzava l'encarregat de la fàbrica perquè no cessessin en el seu treball, va sorgir el nom de la futura banda.
Després d'anar per diversos camins i aconseguir certa popularitat en circuits alternatius, una maqueta amb gairebé 40 cançons gravades en un quatre pistes a casa d'un amic va arribar a Sony Music (llavors BMG), que immediatament van convidar David i José a Madrid per una audició. En aquesta maqueta hi havien cançons com «La raja de tu falda», «Poquito a poco», «El del medio de Los Chichos», «Como Camarón», «Cacho a cacho», «Hemicraneal», «Exiliado en el lavabo», «Me falta el aliento»… Començava la carrera d'Estopa amb bona part del repertori fet.
El juliol de l'any 2000, durant una gira, es va casar amb Maripaz. Té un fill que es diu David Muñoz, que va néixer el 2007. Actualment viu a Barcelona.